# 昭和区
昭和区（日语：／ Shōwa ku */?）是位於日本爱知县名古屋市中部的区，轄區大致位於新堀川及鐵路中央本線以東，東側位於尾張丘陵旁。

## 歷史
在令制國時代時本地屬於尾張國愛知郡，17世紀進入江戶時代後，大部分區域都成為尾張藩的領地，19世紀末明治維新實施廢藩置縣後改隸屬名古屋縣，在1872年的第一次府縣整併後繼續隸屬新整併而成的名古屋縣，而名古屋縣在四個月後更名為愛知縣。
1878年名古屋城下的區域設立為名古屋區，名古屋區在1889年成為名古屋市，而現在的昭和區在當時仍未屬於名古屋市，而是分屬御器所村、廣路村及植田村，1906年御器所村和廣路村合併為新設立的御器所村，植田村則與其他行政區劃合併為天白村。
御器所村在1921年被併入名古屋市，最初被劃入中區；1937年名古屋市將舊御器所村及屬於南區的舊彌富村、瑞穗村劃出新設立為昭和區。最初曾規劃採用「御器所」作為新的區名，但未能被區內御器所地區以外的居民接受，故最終選用當時的年號「昭和」作為區名。
1944年名古屋市再將舊瑞穗村以彌富村分出，加入部分原屬熱田區的區域後新設為瑞穗區。
1955年天白村併入名古屋市後，也一度劃入昭和區，直到1975年再將舊天白村的大部分區域劃出新設立為天白區。

## 交通

### 鐵路
- 名古屋市營地下鐵
  - 鶴舞線：（←名古屋市中區） - 鶴舞車站 - 荒畑車站 - 御器所車站 - 川名車站 - 杁中車站 - 八事車站 - （名古屋市天白區→）
  - 櫻通線：（←名古屋市千種區） - 御器所車站 - （名古屋市瑞穗區→）
  - 名城線：（←名古屋市千種區） - 八事日赤車站 - 八事車站 - （名古屋市瑞穗區→）

## 外部連結
- （日語） 昭和区役所的Facebook專頁
- （日語） 昭和区　ショウちゃん的Instagram帳戶